# Gabrijel Možina
Gabrijel Možina, slovenski častnik, vojaški pilot, * 15. marec 1955, Ljubljana.
Polkovnik Možina je bivši poveljnik 15. BRVL.

## Vojaška kariera
- poveljnik 15. brigade vojnega letalstva SV (2001)
povišan v polkovnika (12. maj 2000)

## Odlikovanja in priznanja
- bronasta medalja Slovenske vojske (24. oktober 2001)